# Chlum (berg i Tjeckien, Hradec Králové, lat 50,09, long 16,36)
Chlum är ett berg i Tjeckien.   Det ligger i regionen Hradec Králové, i den östra delen av landet, 140 km öster om huvudstaden Prag. Toppen på Chlum är 609 meter över havet.
Terrängen runt Chlum är platt åt nordost, men åt sydväst är den kuperad.Runt Chlum är det ganska tätbefolkat, med 129 invånare per kvadratkilometer. Närmaste större samhälle är Ústí nad Orlicí, 13,7 km söder om Chlum. Omgivningarna runt Chlum är en mosaik av jordbruksmark och naturlig växtlighet.